# Soldanella minima
Soldanella minima är en viveväxtart. Soldanella minima ingår i släktet alpklockor, och familjen viveväxter.

## Underarter
Arten delas in i följande underarter:
- S. m. gubalowkae
- S. m. minima
- S. m. samnitica